# Moldavie aux Jeux olympiques d'hiver de 1998
La Moldavie participe pour la seconde fois aux Jeux olympiques d'hiver en tant que nation indépendante, après son indépendance acquise lors de l'éclatement de l'URSS. Seuls deux athlètes moldaves (un homme et une femme) sont présents aux Jeux olympiques d'hiver de 1998 et s'alignent sur certaines épreuves de biathlon. Sa délégation, tout comme en 1994 à Lillehammer, repart de la compétition sans aucune médaille.

## Athlètes engagés

### Biathlon

#### Hommes
| Discipline   | Nom       | Pénalité 1 | Temps         | Rang |
| ------------ | --------- | ---------- | ------------- | ---- |
| 10 km sprint | Ion Bucsa | 6          | 36 min 33 s 8 | 71   |

| Disciplin | Nom       | Temps             | Pénalités 2 | Temps après pénalités | Rang |
| --------- | --------- | ----------------- | ----------- | --------------------- | ---- |
| 20 km     | Ion Bucsa | 1 h 05 min 27 s 5 | 6           | 1 h 11 min 27 s 5     | 70   |

#### Femmes
| Discipline    | Nom            | Pénalités 1 | Temps         | Rang |
| ------------- | -------------- | ----------- | ------------- | ---- |
| 7,5 km sprint | Elena Gorohova | 5           | 28 min 21 s 5 | 62   |

| Discipline | Nom            | Temps             | Pénalités 2 | Temps après pénalités | Rang |
| ---------- | -------------- | ----------------- | ----------- | --------------------- | ---- |
| 15 km      | Elena Gorohova | 1 h 00 min 18 s 1 | 9           | 1 h 09 min 18 s 1     | 62   |

1150 mètres supplémentaires doivent être skiés pour chaque pénalité 

2Une minute par pénalité est ajoutée au temps final